# Alpaida madeira
Alpaida madeira är en spindelart som beskrevs av Levi 1988. Alpaida madeira ingår i släktet Alpaida och familjen hjulspindlar. Inga underarter finns listade i Catalogue of Life.